# United States Air Force Fitness Assessment

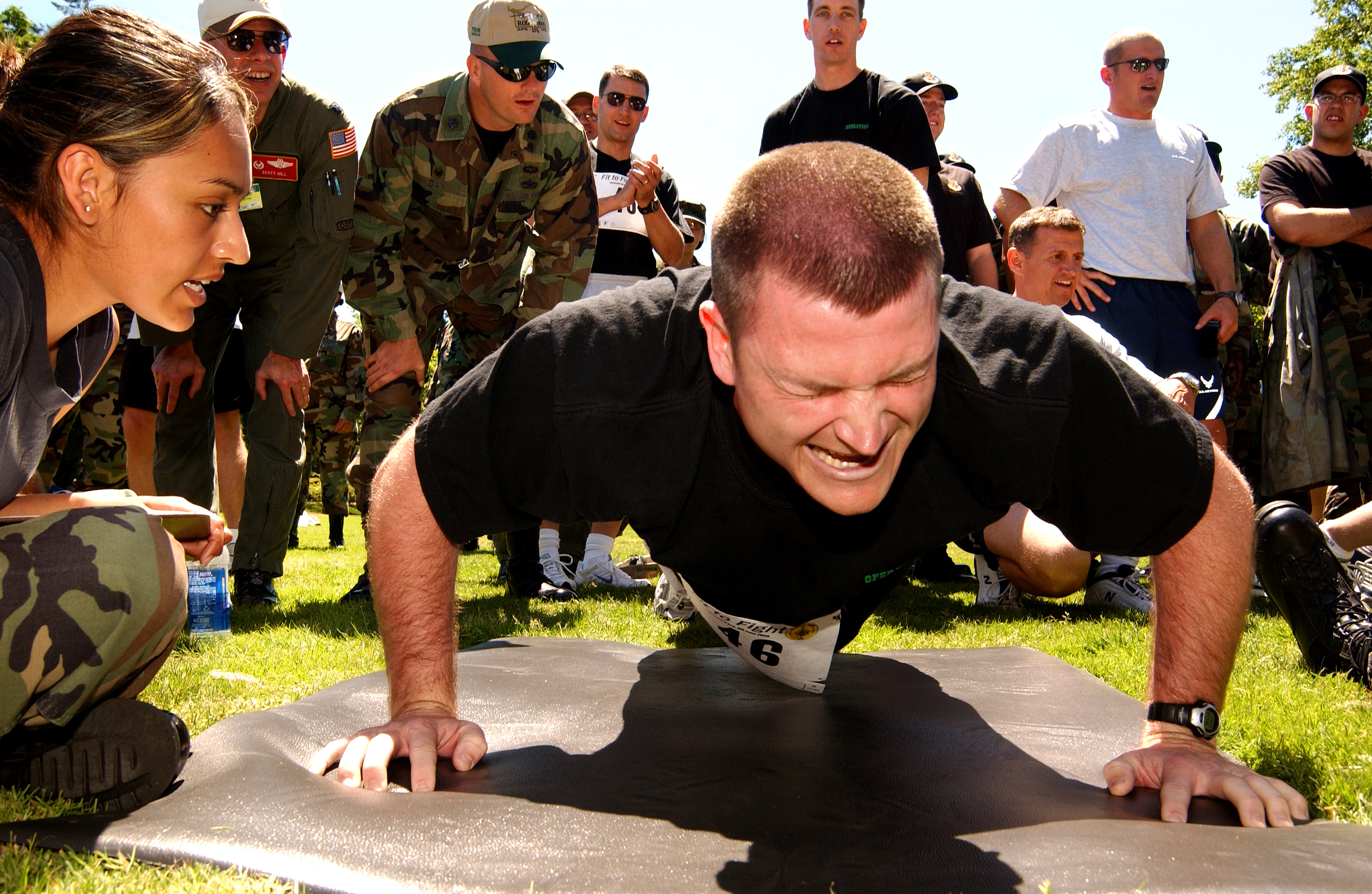
Un aviere esegue un piegamento

Lo United States Air Force Physical Fitness Assessment (PFA) è un test per provare la composizione corporea, la resistenza/forza muscolare, e la forma cardiovascolare respiratoria degli avieri della United States Air Force.
Nel quadro del programma Fit to Fight ("idonei a combattere"), l'Air Force adottò un accertamento della forma fisica più severo nel 2004 e sostituì la prova annuale con il cicloergometro (cyclette) che aveva impiegato per parecchi anni. I risultati sono conservati nell'Air Force Fitness Management System (AFFMS) e sono accessibili attraverso l'AF Portal.

## Test
Alcune relazioni affermano che la partecipazione ai centri fitness USAF siano cresciuti del 30 per cento da quando è stato istituito il nuovo programma. Nel FA, agli aviatori è dato un punteggio basato sulla prestazione consistente di quattro componenti: circonferenza del girovita, sit-up, piegamenti, ed una corsa di 1,5 miglia (circa 2,4 km). Gli avieri possono aspirare ad un punteggio massimo di 100; la sufficienza è raggiunta con almeno 75 punti. I militari dicono completare tutte le componenti salvo che abbiano un'esenzione medica. Se hanno un'esenzione per qualche componenti, il punteggio totale si calcola così: totale dei punti raggiunti nelle componenti per 100 diviso per il totale dei punti possibili.
I punteggi massimi di componente sono:
- Aerobica — 60
- Composizione corporea — 20
- Piegamenti — 10
- Crunch — 10.

Gli avieri che hanno la prescrizione medica di non correre possono essere autorizzati a partecipare ad una valutazione alternativa di idoneità aerobica. La scelta della prova alternativa è affidata al comandante dell'unità, in base alla consulenza medica.
Da fine agosto 2013, se un aviere non supera la parte di test riguardante la circonferenza addominale, e passa tutte le altre tre componenti, sarà misurato applicando la guida alla registrazione dell'indice di massa corporea (BMI) contenuta nelle istruzioni del Dipartimento della Difesa. Gli aviatori che soddisfano gli standard DoD BMI ottengono un punteggio di idoneità.

## Giudizi
I giudizi dell'FA sono i seguenti:
- Eccellente: da 90 in su
- Soddisfacente: da 75 a 89,9
- Insoddisfacente: meno di 75.

In origine, gli avieri che avevano meno di 70 punti nell'FA erano classificati Poor ("scarso"), quelli che ottenevano tra 70 e 74,9 avevano il giudizio Marginal ("appena sufficiente"), e quelli con oltre 75 passavano l'esame. Se un aviere raggiunge tutte le prestazioni minime, non supera il test perché non ottiene il punteggio Satisfactory di 75. Se un aviere fallisce una componente (esempio: fallisce i sit-up) non supera il Fitness Assessment. L'aviere che ha ottenuto il giudizio Soddisfacente rifarà il test entro sei mesi; quello che ha ricevuto il giudizio Eccellente lo rifarà in 12 mesi. Tutto questo è descritto in AFI 36-2905. Allo stato attuale, un punteggio inferiore a 75 è considerato scarso, e gli avieri che lo ottengono devono affrontare la prova daccapo entro 90 giorni. Un punteggio di 75 o superiore oggi è considerato conforme agli standard.

## Storia
L'Air Force Fitness Test risale al 1947, quando l'Air Force apparteneva ancora all'esercito. Nella propria autobiografia, il primo Chairman of the Joint Chiefs of Staff, generale dell'esercito Omar Bradley, manifestò disappunto per il peggioramento della condizione fisica della maggior parte delle forze combattenti, spiegando che le truppe non avrebbero resistito allo sforzo richiesto dal combattimento. L'Air Force in principio seguiva gli standard della prova fisica dell'esercito; però, quando divenne una forza armata indipendente nel 1947,
i suoi MAJCOM introdussero test fisici secondo il proprio arbitrio. si dovette attendere il 1962 prima che fosse adottato un test fisico uniforme e valido per tutta la forza armata.